# Darkness Death Doom
Darkness Death Doom è il sesto album in studio della band doom/death metal Runemagick, pubblicato nel 2003 per conto della Aftermath Records.

## Tracce
1. "Intro - CDXLIV"   – 1:42
2. "Ancient Incantations"   – 7:37
3. "Eyes of Kali"   – 8:48
4. "The Venom"   – 9:00
5. "Darken Thy Flesh"   – 5:58
6. "Doomed"   – 5:52
7. "Eternal Dark"   – 5:12
8. "DDD"   – 2:11
9. "Winter"   – 7:07
10. "Outro - 444"   – 5:18

Tracce comprese nel cd bonus presente nell'edizione limitata:
1. "The Pentagram"   – 37:55
2. "Landscape of Souls"   – 2:28
3. "Moon of the Chaos Eclipse"   – 3:46
4. "Darkness Death Doom"   – 2:55
5. "The Secret Alliance"   – 3:30
6. "Piece of Magick"   – 2:01
7. "Preludium"   – 0:59
8. "...Of Darkness"   – 0:47
9. "Milbeg"   – 2:22

## Formazione
- Nicklas "Terror" Rudolfsson - voce, chitarra
- Emma Karlsson - basso
- Daniel Moilanen - batteria